# Шин Ден Дик
Шин Ден Дик, другой вариант — Шин Ден-Дик (20 октября 1909, Екатериновка, Приморская область — 24 ноября 1987) — партийный и хозяйственный деятель Узбекской ССР, председатель колхоза имени Димитрова Нижне-Чирчикского района Ташкентской области, Узбекская ССР. Герой Социалистического Труда (1951). Депутат Верховного Совета Узбекской ССР IV и V созывов.

## Биография
Родился в 1909 году (по другим сведениям — в 1911 году) в крестьянской семье в деревне Екатериновка (корейское название — Чанг-синдо) Ольгинского уезда Приморской области.
В 1929 году окончил местную сельскую школу. Трудился в колхозе «Красный Октябрь» Сучанского района (1929—1930). После окончания курсов механизаторов трудился трактористом, полеводом, председателем колхоза «Красный Октябрь» Сучанского района. В 1932 году вступил в ВКП(б). В 1936 году окончил Хабаровскую высшую коммунистическую сельскохозяйственную школу.
В 1937 году работал заместителем председателя колхоза «Красный Сучан» Сучанского района. В этом же году депортирован на спецпоселение в Ташкентскую область, Узбекская ССР. С осени 1937 года — гидротехник, агроном колхоза имени Будённого Нижне-Чирчикского района. В 1941 году избран председателем колхоза имени Димитрова Нижне-Чирчикского района.
Вывел колхоз в число передовых сельскохозяйственных предприятий Ташкентской области. На рубеже 1940—1950-х годов колхоз достиг высоких показателей при выращивании кенафа, повысив урожайность с 10-15 центнеров зеленцового стебля кенафа до 80 центнеров с каждого гектара. Колхоз был газифицирован, в нём были построены дворец культуры, кинотеатр, трёхэтажная школа «Заветы Ильича» (построена в 1957 году), стадион на десять тысяч мест и другие социальные объекты. В 1950 году колхоз сдал государству в среднем с каждого гектара по 76,1 центнеров зеленцового стебля кенафа на площади в 398 гектаров.
Указом Президиума Верховного Совета СССР от 22 мая 1951 года «за получение в 1950 году высоких урожаев зеленцового стебля кенафа на поливных землях при выполнении колхозами обязательных поставок и контрактации сельскохозяйственной продукции, натуроплаты за работу МТС и обеспеченности семенами всех культур для весеннего сева 1951 года» удостоен звания Героя Социалистического Труда с вручением ордена Ленина и золотой медали «Серп и Молот».
Руководил колхозом имени Димитрова Нижне-Чирчикского района более двадцати лет (1941—1962). За годы его руководства колхоз стал миллионером, звание Героя Социалистического Труда удостоились 24 колхозников.
Избирался депутатом Нижне-Чирчикского районного Совета народных депутатов (1953—1962), Аккурганского районного Совета народных депутатов (1964—1967), делегатом XV съезда Компартии Узбекистана и неоднократно — депутатом Верховного Совета Узбекской ССР IV и V созывов (1955—1962), членом обкома Ташкентской областной партийной конференции, райкома Нижне-Чирчикской районной партийной конференции и членом райкома Аккурганской партийной районной конференции (1950—1960).
С 1963 года — агроном по кормодобыванию в колхозе имени Димитрова Нижне-Чирчикского района. В последующие годы — председатель колхоза «Коммунизм» Аккурганского района Ташкентской области (1964—1967). В 1967 году вышел на пенсию. Будучи пенсионером продолжал трудиться заведующим участком, садоводом в родном колхозе (1970—1973).
Персональный пенсионер союзного значения. Скончался в ноябре 1987 года. Похоронен на кладбище бывшего совхоза имени Димитрова (сегодня — хозяйство имени Беруни Куйичирчикского района).
Награды
- Герой Социалистического Труда
- Орден Ленина — дважды (1951, 1957)
- Медаль «За трудовую доблесть» — дважды (1960, 1965)
- Медаль «За доблестный труд в Великой Отечественной войне 1941—1945 гг.»
- Медаль «В ознаменование 100-летия со дня рождения Владимира Ильича Ленина»
- Заслуженный агроном Узбекской ССР (1950)
- Заслуженный работник просвещения СССР.

Память
- Его именем названы улица и школа в хозяйстве имени Беруни Куйичирчикского района.
- В школе хозяйства имени Беруни установлен его бюст.